# Kuk
El sitio agrícola de Kuk o zona húmeda de Kuk es un yacimiento arqueológico en Papúa Nueva Guinea. Incluye 116 hectáreas de humedales situadas a 1500 metros de altitud, en el sur de la isla de Nueva Guinea. La agricultura se practicó allí desde hace siete a diez mil años.
El 7 de julio de 2008, el lugar se inscribió en el Patrimonio mundial de la UNESCO, siendo Kuk, según la Unesco, “uno de los escasos lugares del mundo en los que los vestigios arqueológicos muestran un desarrollo independiente de la agricultura desde hace siete a diez milenios”.